# Campo Mourão
Campo Mourão é um município brasileiro do estado do Paraná, situado a 450 km da capital, Curitiba. É a maior e mais importante cidade da Região Metropolitana de Campo Mourão , que abrange 25 municípios da região. Sua população, conforme estimativas do Censo 2024 do IBGE, é de 103 340 habitantes.
O município é predominantemente agrícola, tem no plantio de soja e milho seus principais produtos, sendo sede da maior cooperativa do Brasil e a terceira maior do mundo; a Coamo, e outras empresas de grande porte.

## História
A região dos "Campos" bordejados pelas matas Atlântica e das Araucárias, sede da Nação Guarani, começou a ser visitada pelos jesuítas espanhóis entre 1524 e 1541 e pelos bandeirantes paulistas a partir de 1628. A região pertenceu à antiga possessão espanhola chamada Província do Guairá, com capital em Assunção, hoje Paraguai.
Em 1765 começou a ser vasculhada por milícias do governo da capitania de São Paulo, que denominaram o vale descampado entre os rios Ivaí e Piquiri, de "Campos do Mourão", em homenagem ao governador da capitania de São Paulo, Dom Luís António de Sousa Botelho e Mourão (mais conhecido como Morgado de Mateus).
Na década de 1890 o pasto natural e o cerrado nativo dos "Campos do Mourão" serviam de ponto de descanso dos tropeiros que pela região passavam, tocando boiadas para negociar no Mato Grosso do Sul. Em 1903 chegou e fixou-se nos "Campos do Mourão" a família do paulista José Luiz Pereira, seguida dos Teodoro, Custódio, Oliveira, Mendonça, Mendes e dos guarapuavanos Guilherme de Paula Xavier, João Bento, Norberto Marcondes, Jorge Walter (O Russo) entre outros pioneiros.
Até 1943, Campo do Mourão pertencia ao município de Guarapuava e a partir desse ano passou a ser distrito do município de Pitanga. Em 10 de outubro de 1947 foi elevado a categoria de município, emancipado política e economicamente pela Lei 02/47 e sancionada pelo governador Moysés Lupion, tendo como seu primeiro prefeito, nomeado em 18 de outubro de 1947, José Antônio dos Santos e depois Pedro Viriato de Souza Filho, primeiro prefeito eleito, um dos pioneiros da cidade se chamava Adinor Cordeiro de Souza que recebe a rua: Rua Pioneiro Adinor Cordeiro de Souza Cep 87309 875.
Até a década de 1960 o município de Campo Mourão compreendia toda a Microrregião 12 e os municípios que hoje a integram eram seus distritos administrativos. Na década de 1980, foram desmembrados dois dos seus últimos distritos administrativos: Luiziana e Farol do Oeste, ficando sobre sua tutela apenas o distrito de Piquirivaí.
A região metropolitana de Campo Mourão foi criada pela Lei Complementar número: 185 de 12 de janeiro de 2015 que abrange os respectivos municípios: Campo Mourão, Altamira do Paraná, Araruna, Barbosa Ferraz, Boa Esperança, Campina da Lagoa, Corumbataí do Sul, Engenheiro Beltrão, Farol, Fênix, Goioerê, Iretama, Janiópolis, Juranda, Luiziana, Mamborê, Moreira Sales, Nova Cantu, Peabiru, Quarto Centenário, Quinta do Sol, Rancho Alegre d’Oeste, Roncador, Terra Boa e Ubiratã.

## Geografia
IDH - Renda: 0,721
IDH - Longevidade: 0,855
IDH - Educação: 0,738

### Subdivisões
Compõem o município dois distritos: Campo Mourão (sede) e Piquirivaí.

### Clima
O clima de Campo Mourão, é classificado como Cfa: Clima subtropical úmido mesotérmico, com verões frescos e geadas frequentes com cinco a cada ano, com tendência de concentração das chuvas nos meses de verão, sem estação seca definida. O índices pluviométrico médio observado no período 1961-1990 é de aproximadamente 1650 milímetros (mm) por ano. Os ventos predominantes na região são os de quadrante nordeste, e no inverno os ventos sopram de sul e sudoeste.
Segundo dados do Instituto Nacional de Meteorologia (INMET), referentes ao período de 1961 a 2016, a menor temperatura registrada em Campo Mourão foi de -7,1 °C em 18 de julho de 1975, e a maior atingiu 39,2 °C em 17 de novembro de 1985. O maior acumulado de precipitação em 24 horas chegou a 191,9 mm em 7 de junho de 2014, superando os 172,5 mm em 2 de dezembro de 1964. Outros grandes acumulados iguais ou superiores a 150 mm foram: 164,9 mm em 12 de junho de 1982, 160,8 mm em 29 de setembro de 1969 e 158,8 mm em 4 de janeiro de 1961. Abril de 1998 foi o mês de maior precipitação, com 441,1 mm.
| Dados climatológicos para Campo Mourão | Dados climatológicos para Campo Mourão | Dados climatológicos para Campo Mourão | Dados climatológicos para Campo Mourão | Dados climatológicos para Campo Mourão | Dados climatológicos para Campo Mourão | Dados climatológicos para Campo Mourão | Dados climatológicos para Campo Mourão | Dados climatológicos para Campo Mourão | Dados climatológicos para Campo Mourão | Dados climatológicos para Campo Mourão | Dados climatológicos para Campo Mourão | Dados climatológicos para Campo Mourão | Dados climatológicos para Campo Mourão |
| Mês | Jan                                    | Fev                                    | Mar                                    | Abr                                    | Mai                                    | Jun                                    | Jul                                    | Ago                                    | Set                                    | Out                                    | Nov                                    | Dez                                    | Ano                                    |
| --- | -------------------------------------- | -------------------------------------- | -------------------------------------- | -------------------------------------- | -------------------------------------- | -------------------------------------- | -------------------------------------- | -------------------------------------- | -------------------------------------- | -------------------------------------- | -------------------------------------- | -------------------------------------- | -------------------------------------- |
| Temperatura máxima recorde (°C) | 35,9                                   | 36,1                                   | 37                                     | 34,2                                   | 31,5                                   | 30,1                                   | 30,4                                   | 34,5                                   | 38,1                                   | 37,7                                   | 39,2                                   | 38,1                                   | 39,2                                   |
| Temperatura máxima média (°C) | 29,6                                   | 29,5                                   | 29,5                                   | 27,6                                   | 23,7                                   | 22,5                                   | 22,5                                   | 25,1                                   | 26,1                                   | 28,1                                   | 29,3                                   | 29,5                                   | 26,9                                   |
| Temperatura média compensada (°C) | 23,8                                   | 23,4                                   | 23,1                                   | 21,1                                   | 17,6                                   | 16,2                                   | 15,8                                   | 17,6                                   | 19,3                                   | 21,6                                   | 22,8                                   | 23,5                                   | 20,5                                   |
| Temperatura mínima média (°C) | 19,1                                   | 18,8                                   | 18                                     | 16,1                                   | 12,8                                   | 11,4                                   | 10,7                                   | 11,7                                   | 13,5                                   | 16,1                                   | 17,4                                   | 18,5                                   | 15,3                                   |
| Temperatura mínima recorde (°C) | 10,2                                   | 9,4                                    | 4,9                                    | 2                                      | −0,2                                   | −2                                     | −7,1                                   | −4,6                                   | −1                                     | 4,1                                    | 5,3                                    | 8,5                                    | −7,1                                   |
| Precipitação (mm) | 213,2                                  | 159,6                                  | 133,7                                  | 123,4                                  | 142,3                                  | 97                                     | 75,8                                   | 69,4                                   | 142,7                                  | 165,8                                  | 143,2                                  | 171                                    | 1 637,1                                |
| Dias com precipitação (≥ 1 mm) | 13                                     | 12                                     | 10                                     | 8                                      | 8                                      | 6                                      | 6                                      | 5                                      | 9                                      | 10                                     | 8                                      | 11                                     | 106                                    |
| Umidade relativa compensada (%) | 84,3                                   | 85,2                                   | 82,6                                   | 82,7                                   | 84,6                                   | 85,5                                   | 82,7                                   | 77,8                                   | 77,3                                   | 78,8                                   | 78                                     | 81,3                                   | 81,7                                   |
| Insolação (h) | 208,6                                  | 182,1                                  | 215,7                                  | 205,3                                  | 186,7                                  | 175,5                                  | 195,6                                  | 204,5                                  | 178,7                                  | 198,4                                  | 223                                    | 218,8                                  | 2 392,9                                |
| Fonte: Instituto Nacional de Meteorologia (INMET) (normal climatológica de 1981-2010; recordes absolutos de temperatura de 01/01/1961 a 22/12/2016) |                                        |                                        |                                        |                                        |                                        |                                        |                                        |                                        |                                        |                                        |                                        |                                        |                                        |

## Turismo

### Parque Joaquim Teodoro de Oliveira (Parque do Lago)[15]
O parque é um dos pontos turísticos mais famosos de Campo Mourão que é localizado na Rua das Andorinhas Número 145 - Jardim Gutierres, Campo Mourão - PR, CEP 87300 280

### Parque das Torres
É um belo parque onde pode-se apreciar a beleza das águas e observar as aves - Rua Engenheiro Mercer

## Esportes e lazer
No futebol, o Sport Club Campo Mourão, carinhosamente chamado de "Leão do Vale" pelo seu torcedor e a Associação Desportiva Atlética do Paraná (ADAP), que chegou a ser vice-campeã paranaense em 2006, Nacional Atlético Clube chamado de "NAC" Clube está na segunda divisão do campeonato paranaense 2025, representaram a cidade nas competições da Federação Paranaense de Futebol. No passado jogaram o Campeonato Paranaense de Futebol a Associação Esportiva e Recreativa Mourãoense e o Cruzeiro.[carece de fontes?]
O basquetebol do Campo Mourão Basquete conquistou o Campeonato Paranaense de Basquete de 2009, 2010, 2012, 2013 e 2014, a Copa Brasil Sul de 2011 e 2013 e o segundo lugar da Liga Ouro 2016, assim, garantiu a sua entrada no NBB 2016/17.
No início de 2011, na região de Barreiro das Frutas em Campo Mourão, Paraná, a comunidade indígena Guarani organizou a Associação Indígena Arandu Aty-ARA. Com essa iniciativa, a associação adquiriu um terreno de dois alqueires destinado à prática do Nhanderekó, o modo de ser e viver Guarani, que representa práticas culturais na tradição milenar desse povo. Os recursos financeiros para a aquisição vieram de projetos culturais em parceria com a PETROBRÁS e com a própria associação.
Em homenagem ao líder indígena Marçal Tupã’i, defensor dos direitos Guarani, a comunidade nomeou o local como Terra Indígena ou Tekohá “Verá Tupã’Í”. Sob a liderança do Cacique Mbey Mbey Tupã, a comunidade reúne famílias que podem permanecer no local por tempo indeterminado, e vivendo de acordo com suas tradições.
A localização do Tekohá é significativa, pois está próxima ao Tapé Aviru, conhecido como o Caminho de Peabiru, uma rota sagrada na cultura Guarani que conduz à “Terra Sem Mal” ou Yvy Marãe’i. O Nhanderekó é essencialmente ligado a essa crença milenar, que encontra expressão na Casa de Reza, ou Opy, onde a comunidade se reúne para praticar seus rituais sagrados, desenvolver valores, tradições e o cotidiano da vida Guarani.
O Cacique Mbey Mbey Tupã e a Professora Jaxy Rendy lideram as famílias do Tekohá “Verá Tupã’Í”, transmitindo ensinamentos sobre os aspectos culturais e espirituais da tradição Guarani.

## Lista de prefeitos
| nº | Nome                         | Mandato         |
| 1  | José Antônio dos Santos      | 1947            |
| 2  | Pedro Viriato de Souza Filho | 1947 a 1950     |
| 3  | Devete de Paula Xavier       | 1950            |
| 4  | Joaquim Teodoro de Oliveira  | 1951            |
| 5  | Daniel Portela               | 1951 a 1955     |
| 6  | Roberto Brzezinski           | 1955 a 1959     |
| 7  | Paulo Vinicius Fortes        | 1959            |
| 8  | Antônio Teodoro de Oliveira  | 1959 a 1963     |
| 9  | Milton Luiz Pereira          | 1963 a 1967     |
| 10 | Rosalino Mansuetto Salvadori | 1967 a 1968     |
| 11 | Augustinho Vecchi            | 1968 a 1969     |
| 12 | Horácio Amaral               | 1969 a 1973     |
| 13 | Renato Fernandes Silva       | 1973 a 1978     |
| 14 | Augustinho Vecchi            | 1978 a 1983     |
| 15 | José Pochapski               | 1983 a 1989     |
| 16 | Augustinho Vecchi            | 1989 a 1993     |
| 17 | Rubens Bueno                 | 1993 a 1997     |
| 18 | Tauillo Tezelli              | 1997 a 2005     |
| 19 | Nelson Jose Tureck           | 2005 a 2012     |
| 20 | Regina Dubay                 | 2013 a 2016     |
| 21 | Tauillo Tezelli              | 2017 a 2024     |
| 22 | João Douglas Fabrício        | 2025 - presente |